# وينستون ريد (لاعب كريكت)
وينستون ريد (29 سبتمبر 1962 - )  (بالإنجليزية: Winston Reid)‏ هو لاعب كريكت باربادوسي. شارك في دورة ألعاب الكومنولث 1998.